# Јамајка на Светском првенству у атлетици у дворани 2016.
Јамајка је учествовала на 16. Светском првенству у атлетици у дворани 2016. одржаном у Портланду од 17. до 20. марта шеснаести пут, односно учествовала је на свим првенствима до данас. Репрезентацију Јамајке представљало је 19 такмичара (8 мушкарца и 11 жена), који су се такмичили у 12 дисциплина (5 мушких и 7 женских).,
На овом првенству Јамајка је по броју освојених медаља заузела 3. место са 3 освојене медаља (једна златна, једна сребрна и једна бронзана). Поред тога оборена су два национална и четири лична рекорда као и један светски и 10 личних рекорда сезоне. У табели успешности према броју и пласману такмичара који су учествовали у финалним такмичењима (првих 8 такмичара) Јамајка је са 6 учесника у финалу заузела 5. место са 32 бода.
| Плас. | Земља   | 1. место | 2. место | 3. место | 4. место | 5. место | 6. место | 7. место | 8. место | Бр. финал. | Бод. |
| ----- | ------- | -------- | -------- | -------- | -------- | -------- | -------- | -------- | -------- | ---------- | ---- |
| 5.    | Јамајка | 1        | 1        | 1        | 2        | 0        | 0        | 0        | 1        | 6          | 32   |

## Учесници
| Мушкарци: - Асафа Пауел — 60 м - Фицрој Данкли — 400 м, 4 х 400 м - Рикардо Чејмберс — 400 м, 4 х 400 м - Кемој Кембел — 3.000 м - Омар Маклауд — 60 м препоне - Дејн Хајат — 4 х 400 м - Demish Gaye — 4 х 400 м - Nathon Allen — 4 х 400 м | Жене: - Елејн Томпсон — 60 м - Симон Фејси — 60 м - Стефани Ен Макферсон — 400 м, 4 х 400 м - Крисан Гордон — 400 м, 4 х 400 м - Натоја Гоуле — 800 м - Саманта Скарлет — 60 м препоне - Данијела Вилијамс — 60 м препоне - Патриша Хол — 4 х 400 м - Анејша Маклохлин — 4 х 400 м - Шаника Томас — Троскок - Салсија Слек — Петобој |  |

## Освајачи медаља (3)

### Злато (1)
- Омар Маклауд — 60 м препоне

### Сребро (1)
- Асафа Пауел — 60 м

### Бронза (1)
- Елејн Томпсон — 60 м

## Резултати

### Мушкарци
| Атлетичар         | Дисциплина   | Лични рекорд | Квалификације        | Квалификације | Полуфинале              | Полуфинале           | Финале               | Финале       | Детаљи |
| Атлетичар         | Дисциплина   | Лични рекорд | Резултат             | Место         | Резултат                | Место                | Резултат             | Место        | Детаљи |
| ----------------- | ------------ | ------------ | -------------------- | ------------- | ----------------------- | -------------------- | -------------------- | ------------ | ------ |
| Асафа Пауел       | 60 м         | 6,59         | 6,44 КВ, СРС, НР, ЛР | 1. у гр. 5    | 6,44 КВ, =СРС, =НР, =ЛР | 1. у гр. 3           | 6,50                 |              |        |
| Фицрој Данкли     | 400 м        | 46,04        | 46,83 кв             | 2. у гр. 2    | 47,13                   | 6. у гр. 2           | Није се квалификовао | 11 / 26 (30) |        |
| Рикардо Чејмберс  | 400 м        | 45,64        | 47,07                | 3. у гр. 3    | Није се квалификовао    | Није се квалификовао | Није се квалификовао | 16 / 26 (30) |        |
| Кемој Кембел      | 3.000 м      | 7:40,79 НР   | 8:00,22              | 8. у гр. 1    |                         |                      | Није се квалификовао | 16 / 18      |        |
| Омар Меклауд      | 60 м препоне | 7,45         | 7,58 КВ              | 1. у гр. 2    | 7,52 КВ                 | 1. у гр. 2           | 7,41 СРС, ЛР         |              |        |
| Рикардо Чејмберс² | 4 х 400 м    | 3:03,69 НР   | 3:07,30 КВ, НРС      | 2. у гр. 2    |                         |                      | 3:06,02 НРС          | 4 / 7        |        |
| Дејн Хајат*       | 4 х 400 м    | 3:03,69 НР   | 3:07,30 КВ, НРС      | 2. у гр. 2    |                         |                      | 3:06,02 НРС          | 4 / 7        |        |
| Demish Gaye*      | 4 х 400 м    | 3:03,69 НР   | 3:07,30 КВ, НРС      | 2. у гр. 2    |                         |                      | 3:06,02 НРС          | 4 / 7        |        |
| Фицрој Данкли²    | 4 х 400 м    | 3:03,69 НР   | 3:07,30 КВ, НРС      | 2. у гр. 2    |                         |                      | 3:06,02 НРС          | 4 / 7        |        |
| Nathon Allen*     | 4 х 400 м    | 3:03,69 НР   | 3:07,30 КВ, НРС      | 2. у гр. 2    |                         |                      | 3:06,02 НРС          | 4 / 7        |        |

- Такмичари у штафети обележени звездицом су трчали у квалификацијама, не и у финалу, а такмичари који су обележени бројем трчали су и у појединачним дисциплинама.

### Жене
| Атлетичарка            | Дисциплина   | Лични рекорд | Квалификације      | Квалификације      | Полуфинале            | Полуфинале            | Финале                | Финале                | Детаљи |
| Атлетичарка            | Дисциплина   | Лични рекорд | Резултат           | Место              | Резултат              | Место                 | Резултат              | Место                 | Детаљи |
| ---------------------- | ------------ | ------------ | ------------------ | ------------------ | --------------------- | --------------------- | --------------------- | --------------------- | ------ |
| Елејн Томпсон          | 60 м         | 7,14         | 7,09(.083) КВ, ЛР  | 1. у гр. 1         | 7,04 КВ, ЛР           | 1. у гр. 3            | 7,06                  |                       |        |
| Симон Фејси            | 60 м         | 7,14         | 7,20 (.196) КВ     | 2. у гр. 3         | 7,21 (.204)           | 4. у гр. 2            | Није се квалификовала | 13 / 44 (45)          |        |
| Стефани Ен Макферсон   | 400 м        | 49,92        | 52,56 КВ           | 2. у гр. 1         | 51,91 КВ, ЛРС         | 3. у гр. 2            | 52,20                 | 4 / 16 (19)           |        |
| Крисан Гордон          | 400 м        | 51,39        | Није завршила трку | Није завршила трку | Није се квалификовала | Није се квалификовала | Није се квалификовала | Није се квалификовала |        |
| Натоја Гоуле           | 800 м        | 2:01,64      | 2:08,23            | 6. у гр. 3         |                       |                       | Није се квалификовала | 17 / 17               |        |
| Саманта Скарлет        | 60 м препоне | 8,12         | 8,37(.370)         | 7. у гр. 1         | Није се квалификовала | Није се квалификовала | Није се квалификовала | 17 / 18 (19)          |        |
| Данијела Вилијамс      | 60 м препоне | 8,05         | Није завршила трку | Није завршила трку | Није се квалификовала | Није се квалификовала | Није се квалификовала | Није се квалификовала |        |
| Патриша Хол            | 4 х 400 м    | 3:29,54 НР   |                    |                    |                       |                       | Нису завршиле трку    | Нису завршиле трку    |        |
| Крисан Гордон          | 4 х 400 м    | 3:29,54 НР   |                    |                    |                       |                       | Нису завршиле трку    | Нису завршиле трку    |        |
| Анејша Маклохлин-Вилби | 4 х 400 м    | 3:29,54 НР   |                    |                    |                       |                       | Нису завршиле трку    | Нису завршиле трку    |        |
| Стефани Ен Макферсон   | 4 х 400 м    | 3:29,54 НР   |                    |                    |                       |                       | Нису завршиле трку    | Нису завршиле трку    |        |
| Шаника Томас           | Троскок      | 14,08        | 13,95 ЛРС          | 8 / 15             |                       |                       |                       |                       |        |

#### Петобој
| Дисциплина   | Салсија Слек | Салсија Слек | Салсија Слек | Салсија Слек | Салсија Слек | Салсија Слек |
| Дисциплина   | Лич. рек.    | Резултат     | Бод.         | Плас.        | Укупно       | Плас.        |
| ------------ | ------------ | ------------ | ------------ | ------------ | ------------ | ------------ |
| 60 м препоне | 8,37         | 8,72         | 969          | 12.          | 969          | 12.          |
| Скок увис    | 1,69         | БП           | 0            |              | 969          | 12.          |
| Бацање кугле | 14,99о       | 13,24        | 743          | 9.           | 1.712        | 12.          |
| Скок удаљ    | 6,21         | 5,93         | 828          | 9.           | 2.540        | 12.          |
| 800 м        | 2:14,34о     | 2:19,00      | 837          | 5.           | 3.377        | 12.          |
| Петобој      | 4.181        |              |              |              | 3.377        | 12 / 12      |